# برتون (آریزونا)
برتون (به انگلیسی: Burton) یک منطقهٔ مسکونی در ایالات متحده آمریکا است که در آریزونا واقع شده‌است. برتون ۱٬۸۶۲ متر بالاتر از سطح دریا واقع شده‌است.